# Josef Kohler
Josef Kohler (Offenburg, 1849 – Charlottenburg, 1919) è stato un giurista tedesco.
Insegnò diritto a Würzburg dal 1878 al 1888 e a Berlino dal 1888 al 1919. Fu inoltre poeta e storico dell'arte. Si interessò anche di diritto d'autore e fu lui ad introdurre per la prima volta un termine che ebbe poi molta fortuna, tant'è che viene usato ancora oggi, ovvero il concetto di bene "immateriale".

## Opere
- Studien über Mentalreservation und Simulation. In: Jahrbücher für die Dogmatik des heutigen römischen und deutschen Privatrechts. 16 = NF 4 (1878), S. 91.
- Deutsches Patentrecht : systematisch bearbeitet unter vergleichender Berücksichtigung des französischen Patentrechts. Bensheimer, Mannheim 1878.
- Das Autorrecht : eine zivilistische Abhandlung ; zugleich ein Beitrag zur Lehre vom Eigenthum, vom Miteigenthum, vom Rechtsgeschäft und vom Individualrecht. Sonderdruck aus Jahrbücher für die Dogmatik des heutigen römischen und deutschen Privatrechts, Bd. 18 = N.F. 6 (1880) (Diss.)
- Prozeßrechtliche Forschungen. Müller, Berlin 1889.[1]
- Aus dem Babylonischen Rechtsleben. (zusammen mit Felix Peiser). Pfeiffer, Leipzig 1890.
- Altindisches Prozessrecht : mit einem Anhang: Altindischer Eigenthumserwerb. Enke, Stuttgart 1891.
- Lehrbuch des Konkursrechts. Enke, Stuttgart 1891.
- Das literarische und artistische Kunstwerk und sein Autorschutz : Eine juridisch-ästhetische Studie. Bensheimer, Mannheim 1892.
- Das Recht der Azteken. Enke, Stuttgart 1892.[2]
- Melusine : dramat. Dichtung in 3 Akten. Bensheimer, Mannheim 1896.
- Handels- und Seerecht und Binnenschiffahrtsrecht. Berlin 1896.
- Zur Urgeschichte der Ehe : Totemismus, Gruppenehe, Mutterrecht. Enke, Stuttgart 1897.[3]
- Das Strafrecht der italienischen Statuten vom 12. - 16. Jahrhundert. Bensheimer, Mannheim 1890-1897.
- Handbuch des Deutschen Patentrechts in rechtsvergleichender Darstellung. J. Bensheimer, Mannheim 1900.
- J. Kohler, Willy Scheel: Die Peinliche Gerichtsordnung Kaiser Karls V. Buchh. des Waisenhauses, Halle a. S. 1900.
- Freie Nachdichtung der Divina Commedia : Dantes heilige Reise. 3 Bände. Berlin/ Köln/ Leipzig 1901.
- Einführung in die Rechtswissenschaft. Deichert, Leipzig 1902.[4]
- Aus Petrarcas Sonettenschatz : Freie Nachdichtungen. G. Reimer, Berlin 1902.
- Das Verfahren des Hofgerichts Rottweil. Weber, Berlin 1904.[5]
- Urheberrecht an Schriftwerken und Verlagsrecht. Stuttgart 1907.
- Darstellung des talmudischen Rechtes. Berlin 1907.
- Des Morgenlandes grösste Weisheit. Laotse. Rothschild Berlin u.a. 1908.
- Aus vier Weltteilen : Reisebilder. Rothschild, Berlin/ Leipzig 1908.
- Lehrbuch der Rechtsphilosophie. 3. Auflage. bearbeitet von Arthur Kohler (Sohn). 1923.
- Recht und Persönlichkeit in der Kultur der Gegenwart. 1914.
- Internationales Strafrecht. Enke, Stuttgart 1917.
- Grundlagen des Völkerrechts. Stuttgart 1918.
- Shakespeare vor dem Forum der Jurisprudenz. 2. Auflage. Rotschild, Berlin u. a. 1919.[6]
- Aequitas gegen res judicata. Archiv für die Civilistische Praxis, 114. Band, J.C.B. Mohr 1916.